# Tumbas de Xiaohe

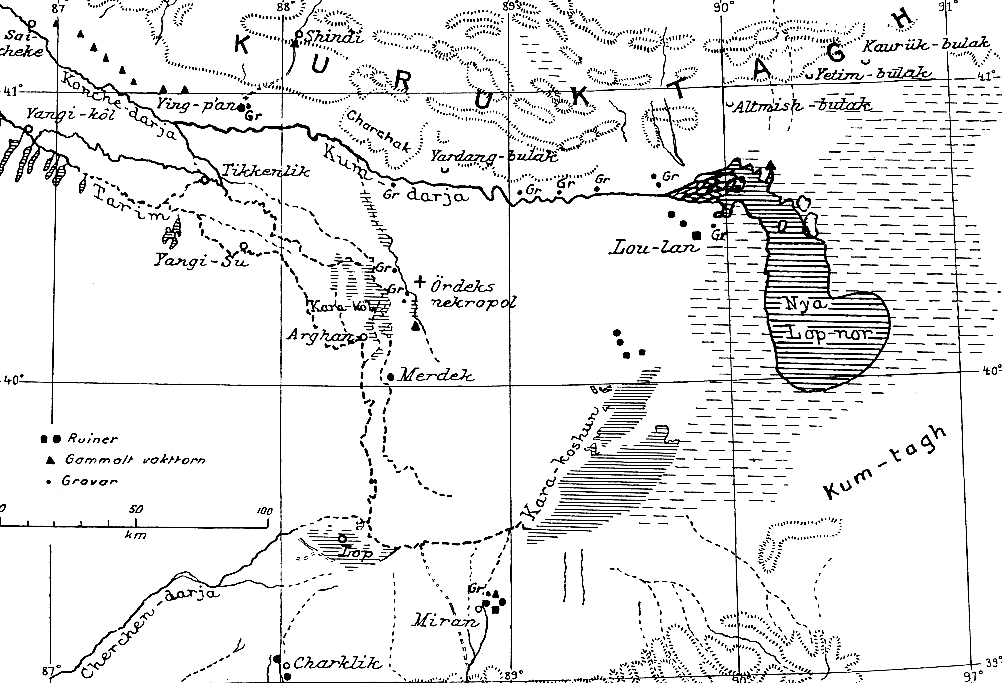
Mapa do complexo em 1935

As Tumbas de Xiaohe são formadas por um complexo arqueológico localizada no deserto de Taklamakan, na China.
O complexo de Xiaohe é composto por um cemitério, com várias tumbas, e um sítio arqueológico, sendo pesquisado desde 1910, mas somente em 1934 foram descobertas as principais tumbas, pela arqueólogo sueco Folke Bergman. Folke recuperou mais de uma dezena de caixões com os corpos mumificados naturalmente, além de artefatos de época que datam de mais de 4.000 anos a.C.
No início do século XXI (entre 2002 e 2004), o Instituto de Arqueologia e Relíquias Culturais da China reativou as pesquisas e escavações e com as descobertas recentes, os achados somam mais de 167 túmulos e 30 múmias conservadas.
Entre as múmias descobertas, esta a "Beauty of Xiaohe" (a Bela de Xiaohe), a mais conservada das múmias e ao seu redor, foram encontrados pequenos blocos que após analisados pelo Instituto Max Planck de Biologia Molecular e Genética, da Alemanha, constataram que é queijo, sendo considerados estas peças, os queijos mais antigos da humanidade descobertos até o momento e datados de 1.650 anos a.C.